# 和歌山市立宮前小学校
和歌山市立宮前小学校（わかやましりつ みやまえしょうがっこう）は、和歌山県和歌山市北中島にある公立小学校。

## 概要
校区は、東西に約2.2㎞、南北に約3㎞と広く、校区内にはJRきのくに線を走る宮前駅、電機工場や化学工場などの工場、大型スーパーマーケットや飲食店といった商店、さらに和歌山ビックホエールや和歌山ビック愛などがあり、生活に深く関わる施設が揃っている。
2008年にコカ・コーラウエストホールディングスから一輪車が贈呈され、6月3日に贈呈式が執り行われた。
ペットボトルのキャップを集めるエコキャップ運動を行っており、2014年には5万2308個、2016年には約16万5000個を集めて、宮井新聞舗に寄託した。

## 沿革
- 1873年（明治6年）3月 - 小雑賀小学校が創立。
- 1875年（明治8年） - 杭ノ瀬小学校が創設
- 1876年（明治9年）3月 - 前身である手平小学校が光福寺内に創設。53名が入学。
- 1879年（明治12年）1月 - 杭ノ瀬小学校の一部が手平小学校に合併。残りは杭ノ瀬分教場となる。
- 1882年（明治15年） - 昌地小学校が創設。
- 1888年（明治21年）11月 - 昌地小学校が手平小学校に合併。
- 1893年（明治26年） - 小雑賀小学校が宇須小学校に合併。明治35年に再び分立する。
- 1904年（明治37年）4月 - 手平小学校が光福寺より現在地に移転。
- 1905年（明治38年）
  - 3月 - 小雑賀小学校が手平小学校と合併。
  - 4月 - 手平小学校が宮前第一尋常小学校と改称。
  - 5月 - 杭ノ瀬分教場が本校に合併。
- 1914年（大正3年）4月 - 高等科を併置し、本校を宮前第一尋常高等小学校と改称。
- 1933年（昭和8年）6月 - 宮前村が和歌山市に合併し、本校も和歌山市立となる。
- 1941年（昭和16年）4月 - 国民学校令により、和歌山県和歌山市宮前国民学校と改称。
- 1947年（昭和22年）4月 - 新学制により、和歌山市立宮前小学校と改称。
- 1976年（昭和51年）3月 - 百周年記念式典を挙行する。
- 1986年（昭和61年）1月 - 新校舎建設工事起工式。
- 1988年（昭和63年）9月 - 新校舎が完成。
- 1989年（平成元年）7月 - プール新設。
- 1994年（平成6年）3月 - 下水処理及び運動場便所の水洗工事。
- 1998年（平成10年）12月 - 南校舎増改築工事開始。
- 1999年（平成11年）12月 - 南校舎増改築工事完工（普通教室8・特別教室3・会議室1・教育相談室1）。
- 2000年（平成12年）2月 - 校舎増改築竣工式挙行。
- 2003年（平成15年）3月 - 社会教育施設（交流室）設置。車椅子用スロープ設置。
- 2007年（平成19年）7月 - 耐震工事を行う。
- 2008年（平成20年）4月 - 障害者用トイレ（1階）の改装。
- 2010年（平成22年）3月 - 障害者用トイレ（2階）の改装。
- 2012年（平成24年）3月 - 北校舎家庭科室（2階）、被服室前（3階）、高学年図書室前（2階）のスロープ化。

## 周辺
- 和歌山市立宮前幼稚園 - 同一建物内で、かつ進学前幼稚園のひとつ。
- 和歌山市役所宮前連絡所 - 敷地が隣接。
- このほか、リンデンバウムなどのマンション・アパートや中小規模の医療機関も点在する。

## アクセス
- JR西日本紀勢本線宮前駅から、徒歩約305m・約5分。
  - なお、出口2（天王寺方面行）と出口1（紀伊田辺方面行）で、若干距離が変わる。

## 通学区域が隣接している学校
- 和歌山市立名草小学校
- 和歌山市立三田小学校
- 和歌山市立岡崎小学校
- 和歌山市立宮小学校
- 和歌山市立新南小学校
- 和歌山市立芦原小学校
- 和歌山市立吹上小学校
- 和歌山市立高松小学校
- 和歌山市立和歌浦小学校